# Brevoxathres albobrunnea
Brevoxathres albobrunnea är en skalbaggsart som först beskrevs av Gilmour 1962.  Brevoxathres albobrunnea ingår i släktet Brevoxathres och familjen långhorningar. Inga underarter finns listade.